# 米罗斯拉夫·沃塔瓦
米罗斯拉夫·沃塔瓦（德語：Miroslav „Mirko“ Votava，1954年12月1日—）是一名德国足球教练及前足球员，为德甲历史上参赛场次最多的球员之一。他也曾代表西德国家队参加1980年欧洲足球锦标赛。